# Friedrich Eduard Beneke
Friedrich Eduard Beneke (17 février 1798-1er mars 1854) est un philosophe et psychologue allemand. Il est considéré comme le véritable précurseur du psychologisme en philosophie, accordant à la psychologie empirique et inductive le rôle de fondement pour toute la philosophie. Il est également reconnu en psychologie pour avoir envisagé une analyse rigoureuse des phénomènes mentaux en termes de développement, appelée « méthode génétique ».

## Parcours
Friedrich Beneke est né à Berlin, en 1798. Après le secondaire, il étudie la théologie et la philosophie, d'abord à Halle puis à Berlin. Il reçoit notamment les enseignements de Friedrich Schleiermacher, de Wilhelm de Wette et de Friedrich Jacobi, ainsi que d'enseignants s'inscrivant dans divers courants kantiens. En 1820, il devient, à l'âge de vingt deux ans, privat-docent à l'université Humboldt de Berlin. Malgré la présence de Hegel, qui bénéficiait alors d'une forte notoriété et de liens officiels, Beneke réussit à attirer un nombre considérable d'étudiants.
Les deux premiers livres de Beneke – Théorie du savoir selon la conscience de la raison pure et Théorie expérimentale de l'âme comme fondement de toute connaissance sont publiés à Iéna en 1820. Deux ans plus tard, Beneke publie à Berlin : Fondements de la physique morale, une œuvre très mal accueillie dans le milieu philosophique idéaliste allemand, et qui l'empêche d'enseigner dans la capitale prussienne. Il est alors accusé d'épicurisme. L'ancien chancelier de Prusse Karl vom Stein zum Altenstein, devenu ministre des cultes, partisan de la doctrine de Hegel, s'oppose ouvertement à Beneke dans sa tentative d'application de la science à l'éthique. Il reproche à son livre  d'être non pas faux sur des points particuliers de philosophie, mais d'être anti-philosophique dans sa totalité. 
Beneke déménage à Göttingen, où la réception de son œuvre provoque moins de polémiques, et y reste jusqu'en 1827, année où il reçoit la permission de reprendre ses conférences à Berlin. Après la mort de Hegel, il réussit même à y obtenir le titre de « professeur extraordinaire ». En mars 1854, dans des circonstances inexpliquées, son corps est retrouvé mort dans un canal de Berlin. On a soupçonné un suicide, car il souffrait de dépression.

## Philosophie
La philosophie de Beneke est une réaction contre la philosophie idéaliste dominante en Allemagne durant le premier tiers du XIXe siècle, qui avait alors pour représentants principaux Fichte, Hegel et Schelling. La psychologie, conçue comme une science empirique et inductive, devient chez Beneke la condition nécessaire de toutes les disciplines philosophiques : logique, métaphysique, philosophie de la religion, éthique, esthétique.

### La «nouvelle philosophie» de l'expérience
Beneke souhaite initier un véritable tournant en philosophie. Opposé à l'idéalisme allemand et à ses spéculations métaphysiques, il considère que la philosophie doit répondre à l'exigence « d'anti-spéculation » et rechercher un fondement aussi solide que celui des sciences de la nature. Mais bien qu'il refuse de se figer dans l'héritage de l'idéalisme spéculatif représenté notamment par Schelling, il ne souhaite pas non plus que la philosophie capitule devant le « matérialisme vulgaire » (Vulgärmaterialismus) d'un Carl Vogt ou d'un Ludwig Büchner. Beneke tente alors d'emprunter une nouvelle voie de recherche qui privilégie l'expérience et qui ne relève ni de la philosophie idéaliste ni de la science de la nature physique.
Dans l'un de ses textes les plus connus, Kant et la tâche philosophique de notre époque (1832), Beneke assimile les développements qu'a connus la philosophie depuis Kant à des « stades transitoires » et des « crises » marquant le passage vers une nouvelle approche plus féconde des problèmes philosophiques. Il y critique la « méthode métaphysique » plus que le projet métaphysique de connaissance de la réalité en soi, qu'il souhaite même reprendre. La méthode métaphysique consiste selon lui essentiellement à s'appuyer sur la « pensée abstraite » et à user de « formules poétiques créées de toutes pièces ». Or, pour Beneke, seule l'expérience peut servir de fondement à la connaissance scientifique du monde ; elle seule peut nous permettre d'atteindre les  principes ultimes (métaphysiques) de la nature. Il convient donc d'abandonner toute approche spéculative qui brouille les frontières entre science et poésie, et de se tourner vers ce que Beneke appelle « philosophie de l'expérience » (Erfahrungsphilosophie). Cette philosophie se trouverait déjà en germe chez Kant, bien que celui-ci n'ait pas vraiment su se débarrasser de l’ancienne métaphysique spéculative.

### Le tournant psychologique
Si le premier but que se fixe la « nouvelle philosophie » est de se débarrasser de la pensée spéculative, en particulier celle de l'idéalisme allemand, son second but est de réorienter la philosophie afin d'en faire une science empirique de l'esprit. La nouvelle philosophie repose alors sur une analyse de l'expérience dite « interne », celle de nos propres actes et états mentaux, distincte de l'expérience qui nous est donnée par les organes des sens (« sens externe »). 
En établissant une distinction nette entre la connaissance obtenue par les sens externes et la connaissance relevant des sens internes, Beneke justifie la spécificité et la valeur particulière de la psychologie. Tandis que la connaissance des objets de l'expérience externe n'est qu'une connaissance médiate des effets, qui peut se révéler inadéquate du fait que le phénomène ne correspond pas forcément à la chose telle qu'elle est en elle-même, la perception immédiate de ce que Beneke appelle « les genèses de l'âme » permet une connaissance adéquate qui doit être privilégiée sur toutes les autres formes de science. Dans le cas de la « connaissance interne », la perception immédiate exclut toute inadéquation entre les causes et les effets perçus, et l'on perçoit les processus « sans apports étrangers, ou immédiatement tels qu'ils sont en eux-mêmes. » C'est pourquoi nous sommes en mesure d'atteindre, grâce à la psychologie entendue comme science de l'expérience interne, « une compréhension plus parfaite » que celle qui provient des sciences de la nature externe.
Beneke souhaite « faire de la psychologie – et, plus exactement, d'une psychologie fondée purement sur la conscience de soi, qui exclut tout additif matérialiste ou métaphysique – la pierre angulaire pour l'ensemble de la philosophie : d'en faire le soleil dont toutes les autres sciences philosophiques reçoivent leur lumière. » Ce souhait découle d'un constat : les données de l'expérience sont avant tout des données psychologiques, qui concernent nos propres états ou actes mentaux ; l'objet premier de la connaissance philosophique est donc le « soi » (Selbst) auquel on accède dans l'expérience interne. Se référant alors à la maxime socratique (« Connais-toi toi-même ») et au cogito de Descartes, il établit que toute connaissance philosophique – logique, morale, esthétique – n'est possible que « par » et « dans » la connaissance psychologique :
« Ce n'est pas seulement comme point de départ (Anfangs) ou pierre angulaire (Mittelpunkt), comme soubassement (Grundlage) pour toute autre connaissance philosophique, que nous devons considérer la connaissance de soi ou la connaissance psychologique, mais nous ne pouvons obtenir toute autre connaissance que par elle et en elle. Nous ne pensons rien d'autre, dans les concepts de toutes les autres sciences philosophiques, que des produits psychiques, lesquels, par conséquent, ne peuvent être appréciés de façon véritable et profonde qu'en tant que tels. »
La supériorité théorique que Beneke accorde à la psychologie sur les autres sciences tient donc principalement à sa thèse du privilège de la connaissance du sens interne, et par suite à la possibilité qu'elle offre de reconstruire la philosophie autour d'un savoir « absolu » et certain.

### Beneke et le «psychologisme»
C'est pour désigner l'orientation psychologique de la philosophie de Beneke que le terme « psychologisme » a été employé pour la première fois, sous la plume de Johann Eduard Erdmann. D'après Erdmann, le psychologisme de Beneke présente deux caractéristiques générales :
1. il établit la primauté de la psychologie sur les autres branches de la philosophie de sorte que la psychologie remplace la métaphysique à titre de philosophie première ;
2. il promeut une psychologie empirique qui « suit l'exemple des sciences de la nature. »

Le projet psychologiste de Beneke serait donc double, consistant d'une part à fonder la philosophie sur la psychologie et, d'autre part, à rendre la méthode de la psychologie conforme au modèle des sciences de la nature. 
Erdmann oppose la position philosophique de Beneke à celle de Herbart et d'autres philosophes qui cherchent au contraire à établir un fondement métaphysique à la psychologie :
« Beneke considère la psychologie – et plus exactement, la psychologie qu'il appelle « nouvelle » – comme le point de départ (Anfangspunkt) et le fondement (Fudament) de la philosophie, car en évitant les erreurs commises jusque-là, elle suit totalement l'exemple des sciences de la nature. En vertu de ce psychologisme (selon l'expression que nous emploierons le plus volontiers pour nommer sa doctrine), le fait que Herbart fonde la psychologie sur la métaphysique devait naturellement lui apparaître comme un renversement erroné. La métaphysique n'est plutôt, comme toutes les autres sciences philosophiques, qu'une psychologie appliquée. Ce qui est correct et incorrect sur le plan logique, ce qui est beau et ce qui est laid, ce qui est moral et ce qui est immoral, bref : tout ce qui peut devenir un problème relevant de la philosophie, est de prime abord donné comme un acte psychique ou une formation mentale. »

## Psychologie

### Associationnisme, psychologie des facultés
La psychologie de Beneke combine une forme d'associationnisme, influencée en ce cens par les empiristes anglais, en particulier par John Locke dont il déclare être un disciple, et une théorie des facultés inspirée également de Locke et de Kant. À la différence de ce dernier toutefois, Beneke refuse de considérer les facultés comme des formes a priori de l'esprit, ou comme des concepts hypostasiés. Il ne les considère pas non plus comme des capacités innées, mais plutôt comme des « forces » engendrées par les impressions ou les stimuli extérieurs.
Les organes des sens ne nous donnent qu'une connaissance « médiate » du monde extérieur et de nous-mêmes. Néanmoins, nous pouvons obtenir une connaissance immédiate et adéquate de nos propres actes mentaux au moyen de la perception interne. Celle-ci nous permet de déduire la nature intérieure des autres êtres par analogie avec la nôtre. Le résultat de cette inférence est une image de la réalité qui comprend une série ininterrompue d'esprits ou « pouvoirs de représentations » (Vorstellungsfähigkeit) qui sont autant d'associations d'impressions et de sensations multiples. L'âme consiste alors en un système de forces, où s'organise par les lois de l'association entre ces forces une grande diversité de processus mentaux.

### Psychologie génétique
Beneke tente d'expliquer les activités de l'esprit en termes de genèse et de développement, tentative qui peut rappeler celle du philosophe Herbart. Il souhaite comme lui étudier le psychisme dans sa formation et ses transformations, afin d'en mieux comprendre le fonctionnement, d'où l'expression de « méthode génétique » pour qualifier le procédé de cette recherche. Mais, contrairement à Herbart, il estime que la philosophie doit reposer sur ce qui est immédiatement donné dans la conscience, car c'est la seule chose que nous connaissons en tant que tel. Il n'y a donc pas lieu de rechercher les prétendues origines biologiques de la vie psychique, et il faut désormais reconnaître l'existence initiale et continue de l'esprit.
C'est comme ensemble non spatial et immatériel que notre conscience apparaît à l'analyse, et parce qu'elle n'est perçue par aucun de nos organes des sens, nous n'avons aucune raison de la considérer comme matérielle. Elle ne peut être néanmoins une substance immatérielle simple, autrement dit, une « monade », ainsi que l'entendait Herbart. Beneke conçoit en effet la vie mentale comme un ensemble de forces immatérielles ou d'impulsions (Triebe) qui sont activées par des stimuli externes. Cette action des stimuli externes sur la vie mentale est un processus fondamental dans la genèse de l'esprit, et elle ne permet pas la constitution d'une substance simple telle que l'âme entendue au sens traditionnel. 
L'unité apparente de ce qu'il est convenu d'appeler « l'âme » s'explique par la persistance de traces (Spuren) de nature psychique provenant des idées devenues inconscientes, et par l'ajustement mutuel des facultés qui produisent de nouvelles impulsions. Toutes les facultés formées dans l'esprit ne sont que des développements, à partir de ces traces, de processus psychiques antérieurs. Enfin, des représentations ou sensations partiellement similaires s'attirent ou tendent à former des combinaisons plus étroites de sorte qu'elles finissent par produire un ensemble relativement cohérent de phénomènes psychiques chez un même individu.

## Publications principales
- Erkenntnislehre nach dem Bewusstsein der reinen Vernunft (« Théorie du savoir selon la conscience de la raison pure »), Iéna, 1820.
- Erfahrungsseelenlehre als Grundlage alles Wissens (« Théorie expérimentale de l'âme comme fondement de toute connaissance »), Iéna, 1820.
- Neue Grundlegung zur Metaphysik (« Nouvelle base pour la métaphysique »), Berlin, 1822.
- Psychologische Skizzen (« Sketches psychologiques »), 2 volumes, Göttingen, 1825-1827.
- Das Verhältniss von Seele und Leib (« La relation de l'âme et du corps »), Göttingen, 1826.
- Kant und die Philosophische Aufgabe unserer Zeit (« Kant et la tâche philosophique de notre temps »), Berlin, 1832.
- Lehrbuch der Psychologie als Naturwissenschaft (« Manuel de psychologie en tant que science naturelle »), Berlin, 1833.
- Die Philosophie in ihrem Verhältnisse zur Erfahrung zur Spekulation und zum Leben (« La philosophie dans sa relation à l'expérience, à la spéculation et à la vie »), Berlin, 1833.
- Grundlinien des näturlichen Systems der praktischen Philosophie (« Bases du système naturel de philosophie pratique »), Berlin, 1837.
- Metaphysik und Philosophie der Religion (« Métaphysique et philosophie de la religion »), Berlin, 1840.